# Păru, Timiș
Păru este un sat în comuna Coșteiu din județul Timiș, Banat, România. Are haltă la calea ferată Lugoj-Ilia. Distanța pe cale ferată până la municipiul Lugoj este de 11 km.

## Legături externe

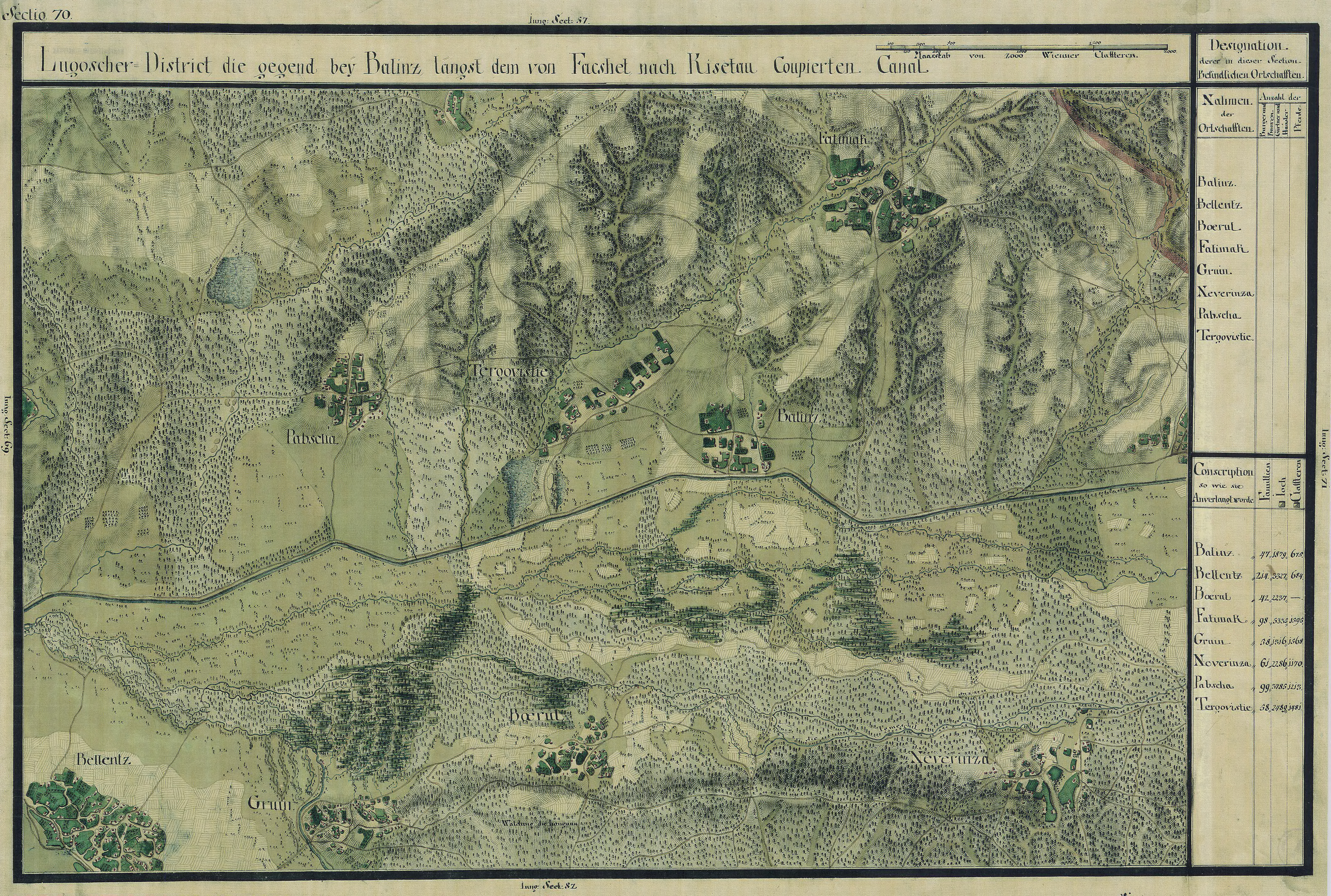
Păru în Harta Iosefină a Banatului, 1769-72